# Acraea epidica
Acraea epidica är en fjärilsart som beskrevs av Charles Oberthür 1893. Acraea epidica ingår i släktet Acraea och familjen praktfjärilar. Inga underarter finns listade i Catalogue of Life.